# Pexopsis aprica
Pexopsis aprica là một loài ruồi trong họ Tachinidae.